# Matteo Ciampi
Pour les articles homonymes, voir Ciampi.
Matteo Ciampi (né le 3 novembre 1996 à Rome) est un nageur italien, spécialiste de nage libre.
Il remporte la médaille de bronze du relais 4 × 200 mètres lors des Championnats d’Europe 2018.